# Kate Loder
Kate Fanny Loder, plus tard Lady Thompson, née le 21 août 1825 et morte le 30 août 1904, est une compositrice et pianiste anglaise.

## Biographie
Kate Loder naît le 21 août 1825 à Bathwick Street dans le quartier de Bathwick (en) à Bath (Somerset) où les Loder sont une famille bien connue de musiciens. Son père est le flûtiste George Loder. Selon le Grove Dictionary of Music and Musicians, sa mère, née Fanny Philpot, est professeur de piano, sœur de la pianiste Lucy Anderson. Kate est également la sœur du chef d'orchestre et compositeur George Loder et la cousine du compositeur Edward Loder.
Cependant, la recherche généalogique indique que la mère de Kate est Frances Elizabeth Mary Kirkham (1802–50), fille de Thomas Bulman Kirkham (1778–1845) et Marianne Beville Moore (c. 1781 – 1810). La belle-mère de Frances Kirkham est Jane Harriett Philpot (1802–63), seconde épouse de Bulman Kirkham et sœur de Lucy Philpot qui épouse le violoniste George Frederick Anderson et devient Lucy Anderson.
Kater Loder étudie à la Royal Academy of Music de Londres et fait ses débuts en 1844 en interprétant le concerto pour piano no 1 en sol mineur de Mendelssohn. Le 16 décembre 1851, elle épouse Henry Thomson à l'église St Marylebone de Londres dans le quartier de Westminster et peu après renonce à sa carrière d'interprète en public. Loder est la première femme nommée professeur d'harmonie à la Royal Academy,,.
Le 10 juillet 1871, la première représentation du Requiem allemand de Johannes Brahms est donnée dans la résidence des Loder à Wimpole Street à Londres. Elle est interprétée en utilisant une version avec accompagnement de duo pour piano devenu connue sous le nom « Version de Londres » (allemand : Londoner Fassnung) du Requiem. Brahms s'en inspire en 1866 pour un arrangement pour piano de sa première version en six mouvements du Requiem. Les pianistes sont Kate Loder et Cipriani Potter.
Elle meurt le 30 août 1904 au Headley Rectory à Headley (Surrey).

## Œuvre
Parmi ses compositions, on peut noter,, :

### Opéra
- 1855 : L'elisir d'amore

### Orchestre
- 1844 : Ouverture

### Musique de chambre
- 1846 : Quatuor à cordes en sol mineur
- 1847 : Sonate pour violon et piano
- 1847 : Quatuor à cordes en mi mineur
- 1886 : Trio avec piano

### Piano
- 1852 : Douze études
- 1853 : Trois romances
- 1854 : Pensée fugitive
- 1863 : En Avant galop
- 1869 : Trois duos
- 1899 : Mazurka
- 1899 : Scherzo

### Chansons
- 1854 : My faint spirit, texte de Shelley

## Discographie
- Piano Music Ian Hobson piano. Toccata Classics TOCC 0321 2017